# نغوين ثي ثانه نها
نغوين ثي ثانه نها (بالفيتنامية: Nguyễn Thị Thanh Nhã)‏ هي لاعبة كرة قدم فيتنامية ولدت في 25 سبتمبر من عام 2001، وتلعب كمهاجمة لنادي هانوي 1 للسيدات ولمنتخب فيتنام لكرة القدم للسيدات.

## وصلات خارجية
- نغوين ثي ثانه نها على موقع Soccerway.com (الإنجليزية)